# Lijst van Tweede Kamerleden voor de katholieken
Een overzicht van alle voormalige Tweede Kamerleden voor de katholieken.
| Tweede Kamerlid                           | Begindatum        | Einddatum         |
| ----------------------------------------- | ----------------- | ----------------- |
| P.J.M. Aalberse                           | 24 februari 1903  | 18 september 1905 |
| H.A. des Amorie van der Hoeven            | 20 september 1875 | 16 september 1883 |
| M.J.G.J. Arnoldts                         | 17 september 1901 | 27 mei 1903       |
| A.H.A. Arts                               | 18 december 1901  | 18 september 1905 |
| B.M. Bahlmann                             | 13 december 1880  | 18 september 1881 |
| B.M. Bahlmann                             | 21 september 1897 | 12 mei 1898       |
| Ch.A.H. Barge                             | 5 oktober 1877    | 10 mei 1880       |
| W.H.J.Th. van Basten Batenburg            | 21 september 1897 | 16 september 1901 |
| J.H.J. Beckers                            | 9 oktober 1903    | 18 september 1905 |
| I.B.D. van den Berch van Heemstede        | 21 september 1897 | 18 september 1905 |
| Ch.C.M.H. de Bieberstein Rogalla Zawadsky | 21 september 1897 | 16 september 1901 |
| F.J. Bolsius                              | 18 september 1900 | 18 september 1905 |
| J.G. de Bruijn                            | 3 april 1879      | 18 september 1881 |
| F.Th.J.H. Dobbelmann                      | 21 september 1897 | 16 september 1901 |
| W. Everts                                 | 21 september 1897 | 7 juni 1900       |
| W.J.M.Ch. Friesen                         | 17 september 1901 | 18 september 1905 |
| P.F. Fruytier                             | 17 september 1901 | 18 september 1905 |
| J.J.I. Harte van Tecklenburg              | 21 september 1897 | 31 juli 1901      |
| V.A.M. van den Heuvel                     | 22 november 1898  | 18 september 1905 |
| J.F. Jansen                               | 14 juni 1898      | 16 september 1901 |
| F.I.J. Janssen                            | 29 april 1902     | 18 september 1905 |
| M.J.C.M. Kolkman                          | 21 september 1897 | 18 september 1905 |
| E.A.M. van der Kun                        | 21 september 1897 | 18 september 1905 |
| J.A. Loeff                                | 21 september 1897 | 31 juli 1901      |
| J.M.M.H. Merckelbach                      | 21 september 1897 | 18 september 1905 |
| L.P.M.H. Michiels van Verduynen           | 21 september 1897 | 18 september 1905 |
| W.P.A. Mutsaers                           | 21 september 1897 | 18 september 1905 |
| O.F.A.M. van Nispen tot Sevenaer          | 17 september 1901 | 18 september 1905 |
| W.H. Nolens                               | 21 september 1897 | 18 september 1905 |
| W.C.J. Passtoors                          | 5 maart 1901      | 18 september 1905 |
| L.D.J.L. de Ram                           | 21 september 1897 | 18 september 1905 |
| M. de Ras                                 | 21 september 1897 | 16 maart 1902     |
| C.A.M. Raymakers                          | 17 september 1901 | 18 september 1905 |
| F.J.M.A. Reekers                          | 26 maart 1878     | 16 september 1883 |
| A.F.O. van Sasse van Ysselt               | 17 september 1901 | 18 september 1905 |
| H.J.A.M. Schaepman                        | 21 september 1897 | 20 januari 1903   |
| J.Th.M. Smits van Oyen                    | 21 september 1897 | 11 oktober 1898   |
| V.E.L. de Stuers                          | 9 december 1901   | 18 september 1905 |
| J.A.N. Travaglino                         | 21 september 1897 | 22 mei 1905       |
| P.J. Truijen                              | 21 september 1897 | 16 september 1901 |
| P.J.F. Vermeulen                          | 21 september 1897 | 16 september 1901 |
| B.R.F. van Vlijmen                        | 21 september 1897 | 18 september 1905 |
| F.H. van Wichen                           | 17 september 1901 | 18 september 1905 |
| S.M. van Wijck                            | 17 september 1901 | 5 februari 1904   |
| A.I.M.J. van Wijnbergen                   | 19 april 1904     | 18 september 1905 |